# Harry Prieste
Hal Haig "Harry" Prieste (Fresno, 23 november 1896 – Camden, 19 april 2001) was een Armeens-Amerikaans schoonspringer. Hij won een bronzen medaille in het 10m torenspringen op de Olympische Zomerspelen 1920 in Antwerpen.

## Biografie
Prieste werd geboren in Fresno als zoon van Armeense inmigranten. Hij nam in 1920 voor de Verenigde Staten deel aan de  Olympische Spelen in Antwerpen als schoonspringer en won een bronzen medaille. Hij nam ook deel aan het klifduiken, maar werd daar in de eerste ronde al uitgeschakeld.
Prieste is ook bekend vanwege het feit dat hij in 1920 een Olympische vlag heeft gestolen, nadat hij een weddenschap was aangegaan met landgenoot en Olympisch zwemkampioen Duke Kahanamoku. Kanahamoku had hem na een nachtje stappen uitgedaagd om in een mast te klimmen en de vlag te stelen. Prieste werd hierbij betrapt door de politie, maar liep te snel voor de Antwerpse agenten. In 1997 dook de vlag plots weer op, nadat hij 77 jaar lang in de koffer van Prieste had gelegen. Drie jaar later overhandigde de 103-jarige Prieste hem officieel aan IOC-voorzitter Juan Antonio Samaranch.
Na zijn carrière als schoonspringer speelde Prieste mee in The Keystone Cops, een reeks stomme-filmkomedies over een groep volledig incompetente politiemensen. Hij speelde er samen met onder andere Charlie Chaplin. Later was hij ook nog actief als cabaretier en trad hij op in de schaatsshow Ice Follies. Hij schaatste nog tot zijn 95e jaar en in 1996 liep hij op 100-jarige leeftijd met de Olympische vlam in Atlanta.
Prieste overleed op 19 april 2001 op 104-jarige leeftijd. Hij was op dat moment de oudste nog levende Olympische medaillewinnaar. Zijn vrouw overleed reeds in 1981, het koppel bleef kinderloos.